# Маккарти-Миллер, Бет
Бет Маккарти-Миллер (англ. Beth McCarthy-Miller, род. 3 сентября 1963, Элизабет, штат Нью-Джерси, США) — американский телережиссёр, среди наиболее известных её проектов — выпуски передачи «Субботний вечер в прямом эфире» и комедийного сериала «Студия 30».

## Ранняя жизнь
Маккарти-Миллер родилась 3 сентября 1963 года в городе Элизабет, штат Нью-Джерси. Закончила Университет Мэриленда, где подрабатывала ди-джеем и специализировалась на студенческим радио, телевидении и кино. Во время учебы в университете стажировалась на телеканалах CNN и MTV.

## Карьера
Маккарти-Миллер работала ассистентом линейного продюсера и помощником режиссера на MTV. В 1988 году она самостоятельно занялась режиссурой. За девять лет работы на MTV она сняла выпуски серии телепередач MTV Unplugged с участием таких звёзд, как Nirvana, Нил Янг, Элтон Джон, Тони Беннетт и k.d. lang. Помимо этого, Маккарти-Миллер работала в Week in Rock, а затем на «Шоу Джона Стюарта».
Маккарти-Миллер выступала в качестве режиссёра шоу «Субботний вечер в прямом эфире» в течение одиннадцати лет. В 2006 году, в конце 31 сезона, она ушла с этой должности — её сменил Дон Рой Кинг. Параллельно, с 2003 года Маккарти-Миллер являлась постоянным режиссёром музыкальной церемонии MTV Video Music Awards.
В настоящее время Маккарти-Миллер возглавляет собственные компании Catalyst Entertainment и McBeth Productions в качестве режиссёра и продюсера.
Имеет 10 номинаций на прайм-таймовую премию «Эмми».